# 나라카와촌
나라카와촌(일본어: 楢川村)은 일본 나가노현 중부 기소군에 위치했던 촌이다.
2005년 4월 1일 시오지리시에 편입 합병되었다.

## 역사
- 1889년 4월 1일 - 정촌제 시행과 함께 니시치쿠마군 나라카와촌이 성립하였다.
- 1968년 5월 1일 - 군명 변경에 의해 기소군 나라카와 촌이 되었다.
- 2005년 4월 1일 - 시오지리시에 편입되었다. 동일 나라카와촌은 폐지되었다.

## 교통

### 철도
- 동일본 여객철도
  - 주오 본선

### 도로
- 국도 19호선
- 국도 361호선